# Басов, Виктор Владимирович
Ви́ктор Владимирович Ба́сов (1938—1978) — советский футболист, защитник. Мастер спорта СССР.

## Карьера
С 1956 по 1960 год играл за краснодарский «Спартак», называвшийся в те годы в том числе «Нефтяником», провёл в сезонах с 1958 по 1960 76 матчей и забил 4 гола.
В 1961 году пополнил ряды ростовского СКА, в составе которого дебютировал в высшей по уровню лиге СССР, где сыграл 2 встречи. В 1962 году вернулся в «Спартак», принял участие в 22 матчах, забил 1 мяч и стал победителем Класса «Б» и чемпионом РСФСР.

## Достижения
- Победитель Класса «Б» СССР: 1962
- Чемпион РСФСР: 1962